# Калохортус
Калохортус е род включващ около 70 вида тревисти, многогодишни, едносемеделни, зимоустойчиви растения, чиито подземен орган е дребна луковица. Много от тях са застрашени. Родът е разпространен от Британска Колумбия към Гватемала, източно до Небраска. Калохортусът е най-разпространения в див вид представител на познатото сем. Кремови из тихоокеанското крайбрежие на Северна Америка. 28 от видовете са ендемити само за Калифорния. Думата Calochortus идва от гръцки език и означава „красива трева“, тъй като това растение притежава фини, тънки стъбла и листа. От една луковица могат да избият няколко цвята. Повечето видове цъфтят пролетта, но има и такива, които го правят през късно лято. За разлика от повечето представители на сем.Кремови, род Calochortus има различни по устройство венчелистчета, които са общо 6. На пръв поглед се виждат само 3 широки, власинести към центъра, но между тях се разполагат и още 3, които обаче са по-малки, елипсовидни и притежават различна шарка. Цветът може да е жълт, розов, пурпурен, лилав, бял или баграта да бъде многоцветна. Някои индианци са използвали луковиците за храна. Калохортусът също така е много красиво цвете, което се използва като декоративно растение. Видът Calochortus nuttallii е щатското, официално цвете на щата Юта.

## Видове
- Calochortus albus
- Calochortus amabilis
- Calochortus ambiguus
- Calochortus amoenus
- Calochortus apiculatus
- Calochortus argillosus
- Calochortus aureus
- Calochortus barbatus
- Calochortus bruneaunis
- Calochortus catalinae
- Calochortus clavatus
- Calochortus coeruleus
- Calochortus concolor
- Calochortus coxii
- Calochortus dunnii
- Calochortus elegans
- Calochortus flexuosus
- Calochortus greenei
- Calochortus gunnisonii
- Calochortus howellii
- Calochortus indecorus
- Calochortus invenustus
- Calochortus kennedyi
- Calochortus leichtlinii
- Calochortus longebarbatus
- Calochortus luteus
- Calochortus lyallii
- Calochortus macrocarpus
- Calochortus minimus
- Calochortus monanthus
- Calochortus monophyllus
- Calochortus nitidus
- Calochortus nudus
- Calochortus nuttallii
- Calochortus obispoensis
- Calochortus palmeri
- Calochortus panamintensis
- Calochortus persistens
- Calochortus plummerae
- Calochortus pulchellus
- Calochortus raichei
- Calochortus simulans
- Calochortus splendens
- Calochortus striatus
- Calochortus subalpinus
- Calochortus superbus
- Calochortus tiburonensis
- Calochortus tolmiei
- Calochortus umbellatus
- Calochortus umpquaensis
- Calochortus uniflorus
- Calochortus venustus
- Calochortus vestae
- Calochortus weedii
- Calochortus westonii